# Ravi (rapero)
Kim Won-sik (en hangul, 김원식; Songpa-gu, Seúl, 15 de febrero de 1993), más conocido por su nombre artístico Ravi, es un rapero, cantante, compositor y productor surcoreano que formó parte del grupo VIXX y de su subunidad VIXX LR. En 2019 anunció su propio sello discográfico llamado GROOVL1N del cual forman parte artistas como Coldbay, Xydo y Chillinhomie.

## Biografía
Ravi nació el 15 de febrero de 1993 en Jamsil-dong, Songpa-gu, Seúl, Corea del Sur. Su familia está compuesta por sus padres y una hermana menor. Estudió en la Universidad de Howon.

### Servicio militar
El 7 de octubre de 2022, la agencia de Ravi anunció que se alistará para su servicio militar obligatorio el 27 de octubre. Después de completar la formación básica, completará su servicio como trabajador social.

### Sospecha de participación en el caso de corrupción del servicio militar por epilepsia de 2022
El 12 de enero de 2023, dos corredores de exenciones del servicio militar que fueron interrogados por los fiscales fueron arrestados y acusados. De la investigación se confirmó que el nombre de Ravi es uno de los clientes que han sido consultados. La agencia de Ravi, con la que en un principio no se pudo contactar, anunció más tarde que sólo era apropiado dar una declaración después de conocer los detalles, ya que la investigación está relacionada con el deber de defensa del país.
Después de eso, los investigadores encontraron los documentos del examen del servicio militar de Ravi en el teléfono móvil del Sr. Gu, uno de los intermediarios militares ilegales.
El 10 de febrero de 2023, la agencia confirmó que Ravi nunca ha sido citado por el fiscal por evasión del servicio militar obligatorio. Si se solicita una investigación, Ravi está dispuesto a cooperar plenamente. 
El 2 de marzo de 2023, la Fiscalía del Distrito Sur de Seúl solicitó una orden de arresto para Ravi. El 7 de marzo de 2023, el juez a cargo del caso desestimó la orden de arresto debido a la improbabilidad de que Ravi huyera o destruyera pruebas. 
El 13 de marzo de 2023, una conferencia de prensa celebrada por la Fiscalía del Distrito Sur de Seúl y la Oficina de Personal Militar confirmó que 137 personas (109 personas, 5 funcionarios gubernamentales, 21 cómplices y dos reclutadores militares), incluido el propio Ravi, han sido acusados de violando la Ley del Servicio Militar. 
El 11 de abril de 2023, el tribunal declaró a Ravi culpable de violar la Ley del Servicio Militar, mientras que Ravi admitió todas las acusaciones y se disculpó, y la fiscalía pidió que fuera sentenciado a 2 años de prisión. 
El 25 de julio de 2023, se informó que el juicio por corrupción militar del Tribunal del Distrito Sur de Seúl estaba programado para escuchar a nueve personas, incluido el acosador Nafla, por violar la Ley del Servicio Militar. El 10 de agosto, el tribunal, que completó los alegatos el 20 de julio, dará su veredicto el 10 de agosto después de completar el juicio de todos los acusados hasta una fecha adicional. Como los cargos de estas nueve personas diferían, el tribunal procedió secuencialmente desde el reconocimiento de los hechos de la fiscalía hasta la solicitud de procesamiento. 
El 10 de agosto de 2023, el martes por la tarde, el juez Kim Jung-ki de la División Penal 7 del Tribunal del Distrito Sur de Seúl condenó a Ravi, con respecto a su condena, a un año de prisión, con suspensión de dos años, y le ordenó realizar 120 horas. de servicio comunitario.

## Carrera

### 2012 - 2013: Debut con VIXX y composiciones
Ravi fue uno de los diez aprendices que participaron el programa de supervivencia MyDOL de Mnet y fue escogido para ser parte de la alineación final del grupo de seis miembros VIXX. El grupo debutó el 24 de mayo de 2012 con la canción «Super Hero» en el programa musical M! Countdown. Durante la competencia en MyDOL, Ravi apareció en los videos musicales para «Let This Die» de Brian Joo y «Shake It Up» de Seo In Guk. Además, participó en la composición de la canción debut del grupo.
En 2013, apareció en el episodio 4 del drama The Heirs junto a sus compañeros de grupo.

### 2014 - 2015: Colaboraciones y formación de VIXX LR
Hasta febrero de 2015, con el lanzamiento de Boys' Record, Ravi ha contribuido componiendo 28 canciones para VIXX.
En 2015, después de mucha deliberación, Ravi se convirtió en participante de la competencia de rap Show Me the Money 4 emitida por Mnet, sin embargo, fue eliminado en la segunda etapa. Además, colaboró con Rain en la canción china «Diamond Love» para el drama Diamond Lover (克拉戀人).
El 7 de agosto de 2015, Jellyfish Entertainment lanzó un adelanto en la página oficial de VIXX, que contenía una cuenta regresiva junto a las siluetas de VIXX usadas en la portada de su álbum Boys' Record. Conforme pasaba el tiempo, algunas siluetas iban desapareciendo hasta que finalmente solo quedaron las de Leo y Ravi. Se reveló que conformarían la primera subunidad oficial del grupo llamada VIXX LR, y estaría compuesta por el rapero Ravi y el vocalista Leo. Su primer miniálbum se titula Beautiful Liar y fue lanzado el 17 de agosto. El mismo día, VIXX LR celebró su primer showcase en el Yes24 Muv Hall de Mapo-gu en Seúl.
En diciembre de 2015, Ravi colaboró con el grupo femenino Melody Day con el sencillo «When It Rains», parte de su proyecto Winter Ballad.
El 31 de diciembre, Ravi subió una imagen en sus cuentas de Twitter and Instagram acerca de su primer mixtape R.EBIRTH, con todas las pistas escritas y producidas por él.

### 2016-presente: Debut en solitario conR.EBIRTH
El 4 de enero de 2016, Ravi lanzó el sencillo "Where Should I Go" que cuenta con la colaboración de Microdot y formará parte de su primer mixtape R.EBIRTH.

## Discografía
Más información: Discografía de VIXX

### Mixtape
- 2016: R.EBIRTH.

### Colaboraciones
- 2015: «Diamond Love» con Rain
- 2015: «When It Rains» con Melody Day

### Créditos por canciones escritas y producidas
| Año  | Álbum        | Título                     | Rol                    |
| ---- | ------------ | -------------------------- | ---------------------- |
| 2012 | Super Hero   | «Starlight»                | coletrista             |
| 2012 | Rock Ur Body | «UUUUU»                    | coletrista             |
| 2013 | Hyde/Jekyll  | «Light Up the Darkness»    | coletrista             |
| 2013 | Hyde/Jekyll  | «You're Mine»              | partes de rap          |
| 2013 | Hyde/Jekyll  | «CHAOS»                    | partes de rap          |
| 2013 | Hyde/Jekyll  | «Say Love»                 | coletrista             |
| 2013 | Voodoo       | «Voodoo Doll»              | partes de rap          |
| 2013 | Voodoo       | «Beautiful Killer»         | coletrista             |
| 2013 | Voodoo       | «Someday»                  | coletrista             |
| 2013 | Voodoo       | «Only U»                   | coletrista             |
| 2013 | Voodoo       | «Secret Night»             | letrista, compositor   |
| 2013 | Voodoo       | «Say U Say Me»             | coletrista             |
| 2013 | Voodoo       | «Love Come True»           | coletrista             |
| 2013 | Voodoo       | «Super Hero»               | partes de rap          |
| 2013 | Voodoo       | «On and On»                | partes de rap          |
| 2013 | Voodoo       | «Hyde»                     | partes de rap          |
| 2014 | Eternity     | «Eternity»                 | coletrista             |
| 2014 | Eternity     | «Sad Ending»               | coletrista             |
| 2014 | Eternity     | «Love, LaLaLa»             | coletrista             |
| 2014 | Error        | «Error»                    | coletrista             |
| 2014 | Error        | «After Dark»               | coletrista             |
| 2014 | Error        | «Youth Hurts»              | coletrista             |
| 2014 | Error        | «Time Machine»             | coletrista             |
| 2014 | Error        | «What U Waiting For»       | letrista, compositor   |
| 2015 | Boys' Record | «Love Equation»            | partes de rap          |
| 2015 | Boys' Record | «On a Cold Night»          | coletrista             |
| 2015 | Boys' Record | «Memory»                   | letrista, cocompositor |
| 2015 | Chained Up   | «Chained Up»               | coletrista             |
| 2015 | Chained Up   | «Maze»                     | coletrista             |
| 2015 | Chained Up   | «Stop it Girl»             | coletrista             |
| 2015 | Chained Up   | «Hot Enough»               | coletrista             |
| 2015 | Chained Up   | «Spider»                   | coletrista             |
| 2015 | Chained Up   | «부시시 (Out of Sorts)»    | coletrista             |
| 2015 | Chained Up   | «Heaven»                   | letrista, compositor   |
| 2015 | Chained Up   | «Can't Say» (Ver. coreana) | coletrista             |
| 2016 | Depend On Me | «With Me»                  | letrista, compositor   |

| Año  | Álbum          | Título           | Rol                      |
| ---- | -------------- | ---------------- | ------------------------ |
| 2015 | Beautiful Liar | «Beautiful Liar» | coletrista, cocompositor |
| 2015 | Beautiful Liar | «Remember»       | letrista, compositor     |
| 2015 | Beautiful Liar | «Ghost»          | letrista, compositor     |
| 2015 | Beautiful Liar | «My Light»       | coletrista               |

| Año  | Artista                 | Álbum                                          | Título                     | Rol           |
| ---- | ----------------------- | ---------------------------------------------- | -------------------------- | ------------- |
| 2013 | Jellyfish Entertainment | Y.BIRD from Jellyfish Island with VIXX & OKDAL | «Girls, Why?»              | partes de rap |
| 2013 | Jellyfish Entertainment | Y.BIRD from Jellyfish Island with VIXX & OKDAL | «I'm a Boy, You're a Girl» | partes de rap |
| 2013 | Jellyfish Entertainment | Jelly Christmas 2013                           | «Winter Confession»        | partes de rap |
| 2015 | Jellyfish Entertainment | Jelly Christmas 2015                           | «Love in the air»          | partes de rap |
| 2015 | Melody Day              | When It Rains                                  | «When It Rains»            | coletrista    |

| Año  | Álbum        | Título                     | Rol                    |
| ---- | ------------ | -------------------------- | ---------------------- |
| 2012 | Super Hero   | «Starlight»                | coletrista             |
| 2012 | Rock Ur Body | «UUUUU»                    | coletrista             |
| 2013 | Hyde/Jekyll  | «Light Up the Darkness»    | coletrista             |
| 2013 | Hyde/Jekyll  | «You're Mine»              | partes de rap          |
| 2013 | Hyde/Jekyll  | «CHAOS»                    | partes de rap          |
| 2013 | Hyde/Jekyll  | «Say Love»                 | coletrista             |
| 2013 | Voodoo       | «Voodoo Doll»              | partes de rap          |
| 2013 | Voodoo       | «Beautiful Killer»         | coletrista             |
| 2013 | Voodoo       | «Someday»                  | coletrista             |
| 2013 | Voodoo       | «Only U»                   | coletrista             |
| 2013 | Voodoo       | «Secret Night»             | letrista, compositor   |
| 2013 | Voodoo       | «Say U Say Me»             | coletrista             |
| 2013 | Voodoo       | «Love Come True»           | coletrista             |
| 2013 | Voodoo       | «Super Hero»               | partes de rap          |
| 2013 | Voodoo       | «On and On»                | partes de rap          |
| 2013 | Voodoo       | «Hyde»                     | partes de rap          |
| 2014 | Eternity     | «Eternity»                 | coletrista             |
| 2014 | Eternity     | «Sad Ending»               | coletrista             |
| 2014 | Eternity     | «Love, LaLaLa»             | coletrista             |
| 2014 | Error        | «Error»                    | coletrista             |
| 2014 | Error        | «After Dark»               | coletrista             |
| 2014 | Error        | «Youth Hurts»              | coletrista             |
| 2014 | Error        | «Time Machine»             | coletrista             |
| 2014 | Error        | «What U Waiting For»       | letrista, compositor   |
| 2015 | Boys' Record | «Love Equation»            | partes de rap          |
| 2015 | Boys' Record | «On a Cold Night»          | coletrista             |
| 2015 | Boys' Record | «Memory»                   | letrista, cocompositor |
| 2015 | Chained Up   | «Chained Up»               | coletrista             |
| 2015 | Chained Up   | «Maze»                     | coletrista             |
| 2015 | Chained Up   | «Stop it Girl»             | coletrista             |
| 2015 | Chained Up   | «Hot Enough»               | coletrista             |
| 2015 | Chained Up   | «Spider»                   | coletrista             |
| 2015 | Chained Up   | «부시시 (Out of Sorts)»    | coletrista             |
| 2015 | Chained Up   | «Heaven»                   | letrista, compositor   |
| 2015 | Chained Up   | «Can't Say» (Ver. coreana) | coletrista             |
| 2016 | Depend On Me | «With Me»                  | letrista, compositor   |

| Año  | Álbum          | Título           | Rol                      |
| ---- | -------------- | ---------------- | ------------------------ |
| 2015 | Beautiful Liar | «Beautiful Liar» | coletrista, cocompositor |
| 2015 | Beautiful Liar | «Remember»       | letrista, compositor     |
| 2015 | Beautiful Liar | «Ghost»          | letrista, compositor     |
| 2015 | Beautiful Liar | «My Light»       | coletrista               |

| Año  | Artista                 | Álbum                                          | Título                     | Rol           |
| ---- | ----------------------- | ---------------------------------------------- | -------------------------- | ------------- |
| 2013 | Jellyfish Entertainment | Y.BIRD from Jellyfish Island with VIXX & OKDAL | «Girls, Why?»              | partes de rap |
| 2013 | Jellyfish Entertainment | Y.BIRD from Jellyfish Island with VIXX & OKDAL | «I'm a Boy, You're a Girl» | partes de rap |
| 2013 | Jellyfish Entertainment | Jelly Christmas 2013                           | «Winter Confession»        | partes de rap |
| 2015 | Jellyfish Entertainment | Jelly Christmas 2015                           | «Love in the air»          | partes de rap |
| 2015 | Melody Day              | When It Rains                                  | «When It Rains»            | coletrista    |

## Filmografía

### Programas de variedades
| Año             | Título                      | Nota                              |
| --------------- | --------------------------- | --------------------------------- |
| 2012            | MyDOL                       | concursante                       |
| 2013            | Three Idiots                | junto a Ken, Hongbin, Hyuk        |
| 2013            | Music Picnic Live           | junto a Ken y Leo                 |
| 2013            | Let's Go! Dream Team 2      |                                   |
| 2014            | MBC Idol Futsal Competition |                                   |
| 2014            | Let's Go! Dream Team 2      | junto a Leo                       |
| 2015            | Show Me the Money 4         | concursante                       |
| 2018            | King of Mask Singer         | ep. #175 - participó como "Burst" |
| 2019 - presente | 2 Days & 1 Night            | miembro                           |

### Presentador
| Año  | Título                                  | Notas                                 |
| ---- | --------------------------------------- | ------------------------------------- |
| 2019 | "Pepsi Concert" Music Festival In Seoul | co-presentador - junto a Ha Sung-woon |

### Apariciones en videos musicales
| Año  | Título                       | Artista    |
| ---- | ---------------------------- | ---------- |
| 2011 | «Shake It Up»                | Seo In Guk |
| 2012 | «Let This Die»               | Brian Joo  |
| 2012 | «Let This Die» (Ver. inglés) | Brian Joo  |
| 2015 | «When it rains»              | Melody Day |

## Premios y nominaciones
| Año  | Categoría                        | Premio                  | Trabajo                   | Resultado |
| ---- | -------------------------------- | ----------------------- | ------------------------- | --------- |
| 2021 | Rookie Award for Show & Variety' | KBS Entertainment Award | 2 Days & 1 Night Season 4 | Ganador   |